# 布魯斯·奧佩斯
布魯斯·羅伯特·奧佩斯（英語：Bruce Robert Allpress，1930年8月25日—2020年4月23日）是一位紐西蘭的電視及電影演員，曾參與演出多部電影和電視劇。他較知名的角色是在《魔戒二部曲：雙城奇謀》中飾演洛汗弓箭手阿爾多。
2020年4月23日因肌萎缩性脊髓侧索硬化症逝世。

## 外部連結
- 布魯斯·奧佩斯在互联网电影资料库（IMDb）上的資料（英文）